# Лотарь II (император Священной Римской империи)
Ло́тарь II (нем. Lothar von Supplinburg; до 9 июня 1075 — 4 декабря 1137, Брайтенванг, Тироль) — граф Суплинбурга, герцог Саксонии с 1106 года, король Германии с 1125 года, император Священной Римской империи с 1133 года. Сын Гебхарда Супплинбургского, графа кверфуртского, убитого в сражении с императором Генрихом IV под Гомбургом на реке Унструт (9 июня 1075 года), и Гедвиги Форбахской.

## Биография
Саксонец по происхождению, богатый и образованный, Лотарь всегда был врагом франконской династии и несколько раз восставал против Генриха V, хотя последний и назначил его герцогом Саксонским.

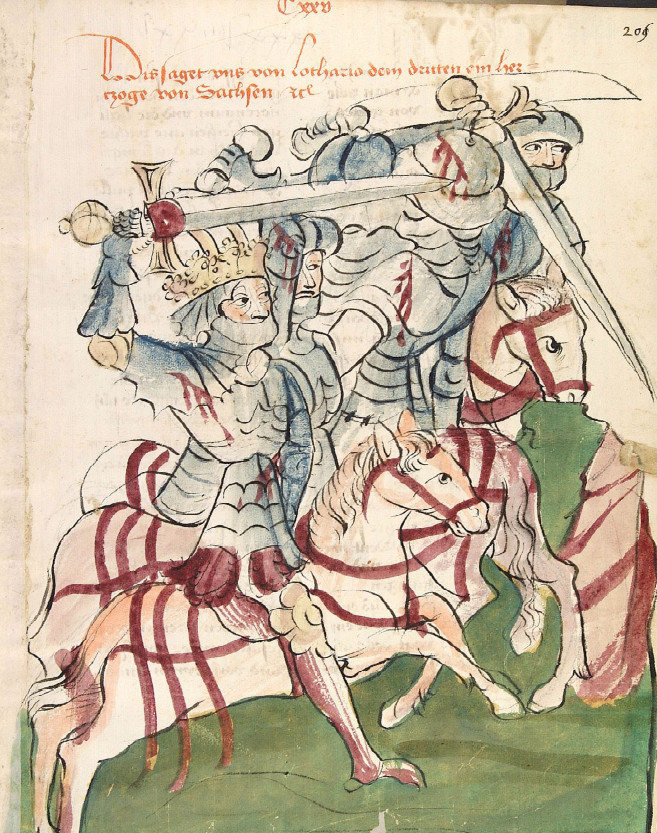
Лотарь II в битве при Хлумце

После прекращения франконской династии, 50-летний Лотарь был выбран 24 августа 1125 года в Майнце германским королём и коронован в Ахене 13 сентября того же года. Выбор Лотаря был победой клерикальной партии, враждебной франконским императорам.
Тотчас после коронации Лотарь выступил против герцога Швабии Фридриха Гогенштауфена, завладевшего родовыми владениями Генриха V. Объявив его на Страсбургском сейме 1126 года мятежником, Лотарь заручился союзом князя Чехии Собеслава I, который принёс ему вассальную присягу в 1126 году после битвы при Хлумце, и привлёк на свою сторону Вельфов, выдав свою дочь Гертруду за могущественного баварского герцога Генриха Гордого (1127 год).
Гогенштауфены, однако, отразили попытку Лотаря и его союзников взять Нюрнберг (1127 год) и сами заняли Шпайер (1128 год). Тогда Лотарь обратился к Церингенам, приверженцам франконской династии, и вступил с ними в союз. Война с Гогенштауфенами велась с переменным счастьем как в Бургундии, так и в Нижней Лотарингии (1129 год). В 1130 году Лотарь взял Нюрнберг и усмирил своих противников в Саксонии и Тюрингии.

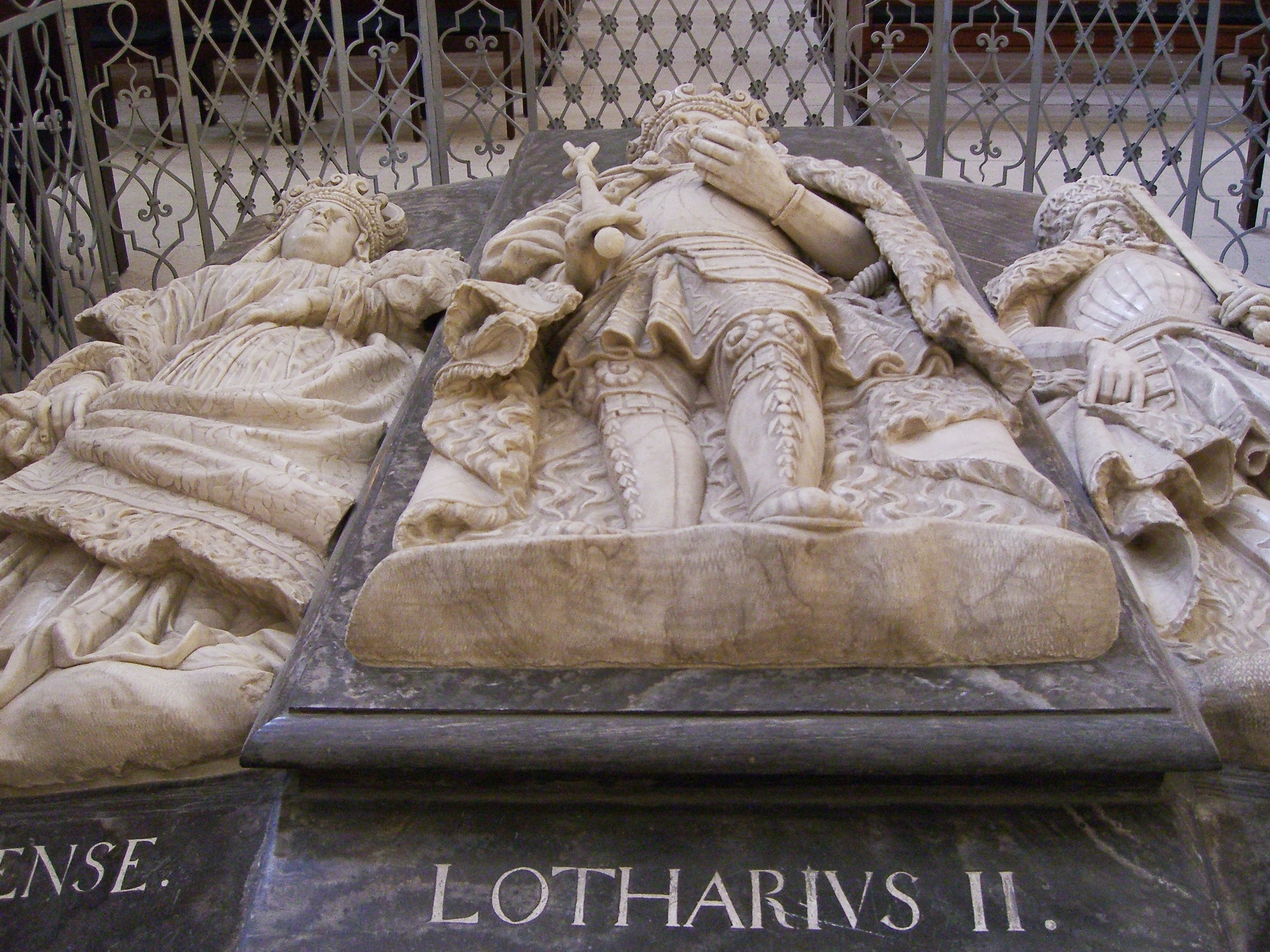
Гробница Лотаря II, его жены Рихензы Нортхеймской и его зятя Генриха X Гордого в Кёнигслуттере

В этом же году Лотарю пришлось решать борьбу за папский престол Иннокентия II и Анаклета II. За Анаклета хлопотали римляне, обещавшие Лотарю императорскую корону, за Иннокентия — немецкое духовенство. Лотарь признал папой Иннокентия, но Анаклет засел в Риме. В 1132 году Лотарь отправился в Италию и, потерпев несколько неудач в Ломбардии, подступил к Риму, но не мог овладеть храмом св. Петра. Тогда Иннокентий короновал его и его жену Рихензу в Латеранском храме (4 июня 1133 года). Лотарь дал присягу на верность папе, признал бывшие владения Матильды Тосканской собственностью римского престола и удалился в Германию.
На Бамбергском сейме 1135 года Фридрих Швабский поклялся в верности Лотарю, который утвердил его в сане герцога Швабского. Одновременно власть Лотаря признал и младший брат Фридриха — герцог Франконский Конрад III, с 1127 года именовавший себя королём Германии. Могущество Лотаря возросло, все соседние государи искали его дружбы, в Германии было установлено всеобщее перемирие на 10 лет.
Тогда Лотарь задумал второй поход в Италию, чтобы восстановить там императорскую власть и прекратить церковные споры. С огромным войском он пошёл через Триест в Ломбардию (1136 год), взял Павию, Турин, Пьяченцу, Болонью и в 1137 году двинулся на юг, планируя из Калабрии переправиться на Сицилию. Ссора Лотаря с папой Иннокентием из-за Салерно принудила Лотаря отказаться от продолжения похода. На обратном пути в Германию он умер 4 декабря 1137 года, оставив по себе хорошую память, как энергичный, храбрый государь, честный и нравственный человек. Поскольку он умер далеко от дома, его тело было выварено согласно немецкому обычаю (лат. mos teutonicus). Похоронен в Кёнигслуттере в имперском соборе, который он построил в этом городе.

## Семья

### Жена и дети
Жена — (примерно с 1100 года) Рихенза Нортхеймская (ок. 1087 — 10 июня 1141), дочь графа Нортхайма Генриха Толстого, и Гертруды Брауншвейгской (ок. 1060 — 9 декабря 1117), наследницы земель Брунонов.
Дочь — Гертруда Супплинбургская (18 апреля 1115 — 18 апреля 1143), жена (с 1127 года) Генриха Гордого, герцога Баварии и Саксонии.